# В'язниця Оз
«В'язниця Оз» (англ. Oz) — американський телесеріал, перший з ряду багатосерійних телевізійних фільмів телеканалу HBO. Складається з 6 сезонів, 56 серій, які виходили з 1997 по 2003 рік. Історія серіалу розповідає про експериментальний блок однієї з пенітенціарних систем США. Серіал двічі номінувався на премію «Еммі».

## Сюжет
Оз — так скорочено називають виправну колонію 4-го рівня, де містяться особливо небезпечні злочинці, розташовану на вулиці Освальд. В'язниця включає експериментальний блок, іменований серед правління і ув'язнених «Смарагдове місто» (СМ; англ. Emerald City). Безпосереднім керівником даного блоку є Тим Макманус.
Дія фільму починається з перевезення в «Смарагдове місто» чергової партії ув'язнених, серед яких Тобі (Тобіас) Бічер, інтелігент і інтелектуал. З його вступом у Смарагдове місто глядачі зсередини дізнаються, чим є експериментальний блок.
Усі камери в блоці розташовані по колу так, щоб кожен міг бачити кожного, а якщо врахувати, що замість звичних решіток, камери обгороджені склом, то це стає ще легше. Ув'язнені в блоці мають трохи більше привілеїв у порівнянні з іншими, проте зобов'язані суворо дотримуватися правил: Блок повинен міститися в ідеальній чистоті, звичайно, що самими мешканцями; обов'язково відвідувати реабілітаційну групу для наркоманів; обов'язково відвідувати заняття, спортзал і в ідеалі не вживати наркотиків та не застосовувати насильства. Якщо перші правила погано або добре, але дотримуються, два останніх так і залишаються нездійсненною мрією керівників в'язниці.
Усі ув'язнені СМ розділені між собою на групи: чорні, мусульмани, християни, арійці, ірландці, латиноамериканці, геї, байкери і т. д., є і такі, хто не входить ні в одну з угруповань і живе сам по собі, або час від часу приєднуючись то до однієї, то до іншої касти. Вся інтрига фільму будується на взаєминах між угрупуваннями, котрі ведуть війни за територію збуту наркотиків і владу в блоці, а також на міжособистісних відносинах між окремо взятими персонажами: як ув'язненими, так і працівниками в'язниці.

## Персонажі
Лео Глінн (Ерні Гадсон) — директор в'язниці Оз, темношкірий, в минулому сам наглядач у цій же в'язниці. Глінн справедливий і законослухняний начальник, що не страждає ненавистю до своїх ув'язнених. Однак справедливість Глінна часом досить гнучка і дозволяє собі йти на поводу зовнішніх подразників і певного тиску.
Тім Макманус (Террі Кінні) — начальник Смарагдового міста. Швидше учений-теоретик, ніж наглядач. Основною метою своєї роботи в СМ вважає перевиховання мешканців, з тим щоб після здобуття свободи вони заново стали законослухняними людьми.
Губернатор Джеймс Девлін (Желько Іванек) — дуже консервативний політик. Виступає за смертну кару, зменшення фінансування в'язниць і урізання прав ув'язнених, чим постійно вставляє палиці в колеса Тіму Макманус.
Сестра Пітер Марі Раймондо (Ріта Морено) — черниця, працює консультантом з проблем наркотиків і психологом. Саме вона веде реабілітаційні уроки і слухає визнання ув'язнених, тому багато хто довіряє їй. Активний борець за скасування смертної кари.
Доктор Глорія Нейтан (Лорен Велес) — одна з лікарів в Оз. Так само як і Макманус відноситься до ув'язнених в першу чергу як до людей, а вже потім як до злочинців. Є об'єктом жадання багатьох мешканців Оз.
Отець Рей Мукадо (Бредлі Вонг) — католицький священик-японець, на долю якого випало вислуховувати всі найпотаємніші таємниці не найкращих людей на світі.
Офіцер Діана Уітелсі (Еді Фалко) — наглядач Смарагдового міста; мала нетривалий любовний зв'язок з Макманус.
Тобайас Бічер (Лі Тергезен) — адвокат, в стані алкогольного сп'яніння збив дівчинку з летальним результатом. Потрапивши в Оз, став предметом знущання і насильства керівника арійського братства Верна Шіллінгера. Із серії в серію глядачі спостерігають внутрішнє зростання Бічера, навчився спочатку відбиватися, а потім і нападати.
Верн Шіллінгер (Дж. К. Сіммонс) — очолює Арійське братство в Озі. Відверта гомосексуальна активність і садизм дають про себе знати всякий раз, як в «місто» потрапляють новенькі. На початку фільму володіє певною владою в блоці, після втрачає її, але постійно намагається повернути. Протистояння Бічер-Шіллінгер одна з активних ліній серіалу.
Карім Саїд (Імон Вокер) — імам мусульманської громади. Інтелектуал, який прагне зруйнувати систему і часом не дуже виборчий в засобах. Протягом фільму виявляє себе як справедливу людину, готову допомогти і щиро віруючу. Однак автори зуміли передати його не як роботизованого фанатика, а як живу людину зі звичайними почуттями. Так, любов до дівчини іншої віри стала причиною його падіння, відкидання, приниження. Однак він, хоч і не дозволяє своїм почуттям взяти гору, все ж не зраджує їх.
Райан О'Райлі (Дін Вінтерс) — до пори єдиний ірландець в «місті». З першої хвилини в СМ його мета вижити, не важливо яким способом. Інтриган і інформатор в СМ, проте стає одним з головних дійових осіб. Уміння вчасно відчути ситуацію і завести правильну дружбу допомагають йому маніпулювати людьми. Єдине світле почуття в його душі — любов до розумово відсталого молодшого брата. Дізнавшись про важку хворобу, Райан впадає в депресію, вийти з якої йому допомагає доктор Нейтан. У відповідь на її увагу і турботу в його серці зароджується згубна для них обох любов. Через любов він наказує братові вбити чоловіка доктор Нейтан. Як наслідок, брат потрапляє до нього в Оз, доктор Нейтан ненавидить його. Але це тільки на початку їх відносин.
Сиріл О'Райлі (Скотт Вільям Вінтерс) — молодший брат Райана, який отримав травму через нього ж. Мозок Сирила подібний до мозку п'ятирічної дитини. Любов і підтримка брата необхідні йому, щоб вижити в умовах Оз.
Саймон Адебізі (Адевале Акінуойє-Агбадже) — глава темношкірих ув'язнених в СМ. Виходець з Нігерії. Неадекватна поведінка Адебізі часто змушує задуматися про осудність ув'язненого. Він жорстокий, безпринципний, схильний до сексуального насильства. Переживши справжнє божевілля, Адебізі перероджується і починає приховану війну темношкірих ув'язнених з білими. З його легкої руки Тіма Макмануса знімають з посади начальника Смарагдового міста, і місце займає темношкірий чоловік.
Боб Рібаду (Джордж Морфоген) — найстаріший ув'язнений в Озі. Під час його страти в 65-м виключилась електрика і страта була замінена на довічне ув'язнення. Стверджує, що розмовляє з Богом.
Крістофер Келлер (Крістофер Мелоні) — сусід по камері Бічера, соціопат і неврівноважений злочинець. Незабаром після появи в «місті» Бічера його почали пов'язувати більш тісні відносини, ніж просте сусідство.
Мігель Альварес (Кірк Асеведо) — належить до угруповання латиносів. Схильний до суїциду. Його батько і дід теж сиділи в Озі. Періодично повертається з смарагдового міста в одиночну камеру і назад.
Агастес Хілл (Гарольд Перріно) — єдиний в блоці ув'язненний-інвалід. Хоча в якості основного героя сюжету Хілл виступає вкрай рідко, з'являючись лише в епізодичних замальовках, саме його герой є своєрідним резонером в серіалі. Кожна серія «В'язниці Оз» включає короткі вставки-монологи Агестеса Хілла, алегорично оповідаючи про головну ідею чергової серії. Останнє слово і резюме також залишається за Хіллом.